# Comedia Nacional
La Comedia Nacional es el elenco teatral estable de la ciudad y departamento de Montevideo, capital de la República Oriental del Uruguay.

## Historia
Hacia principio de los años cuarenta, la necesidad de contar con  un elenco oficial de teatro era una preocupación de todos los vinculados a la cultura uruguaya. En 1942 fue fundada la Comedia Nacional y una Escuela Nacional de Arte Dramático dentro del  ámbito del Servicio Oficial de Difusión Radioeléctrica. Participaron en su organización los autores, la Comisión Permanente del Primer Congreso de Teatro Rioplatense y una Comisión Municipal de Teatro. El director de esta primera compañía fue el peruano Carlos Calderón de la Barca. En 1943 la compañía teatral se transformó en Teatro del Estado con un elenco integrado por actores uruguayos y españoles bajo la dirección de Margarita Xirgu.
En 1947 Ángel Curotto y José Blixen, que en 1937 habían formado la Compañía Nacional de Comedias, lograron el apoyo de Justino Zavala Muniz, también dramaturgo y político de gran influencia en el Partido Colorado, para convertir en realidad el proyecto de creación de una compañía teatral estatal.
Zavala Muniz logró el interés del recién electo intendente de Montevideo, Andrés Martínez Trueba quien, con fecha 21 de abril de 1947, decretó la formación de la Comisión de Teatros Municipales presidida por Justino Zavala Muniz y resolvió que la futura compañía brindaría sus espectáculos en el Teatro Solís, que en 1937 había sido adquirido por la Intendencia Municipal de Montevideo.
La Comisión designó a Ángel Curotto como Gerente General, quien rescató un viejo proyecto que sometió a la consideración de la Sociedad Uruguaya de Actores, del Círculo de la Crítica y de la Asociación General de Autores del Uruguay. Se resolvió realizar una amplia convocatoria a todos los artistas interesados en el tema. El 23 de mayo se reunieron más de 150 artistas en la Sala Verdi, donde se aprobó la creación de dos comisiones: una encargada de actuar como jurado para seleccionar a los futuros integrantes de la Comedia y otra que debía confeccionar el repertorio de obras a representar por la compañía.
En brevísimo plazo se expidieron ambas comisiones y comenzaron los ensayos. La primera obra elegida fue El león ciego, escrita en 1911 por Ernesto Herrera. Los fondos con que contaban cubrían el presupuesto de dos meses y, por consiguiente, se debía conseguir el respaldo del público. Gran parte del vestuario y la escenografía fue aportada por gente del ambiente. Carlos Brussa donó parte del vestuario, otros consiguieron los muebles, Zavala Muniz facilitó recuerdos familiares, como la lanza de su abuelo, el general Justino Muniz, que Alberto Candeau luciría en escena. En ese clima se preparó el estreno, que sería el 2 de octubre de 1947. Las entradas para la platea costaban 50 centésimos y se agotaron tres días antes.
El elenco fundador de la Comedia Nacional estaba integrado por Flor de María Bonino, Carmen Casnell, Martha Castellanos, Zelmira Daguerre, Mora Galián, Cotina Jiménez, Mary Marchissio, Rosita Miranda, Elsa Ubal, Rómulo Boni, Alberto Candeau, Héctor Coure, Enrique Guarnero, Guzmán Martínez Mieres, Carlos Muñoz, Miguel Moya, Ramón Otero y Horacio Preve.
Carlos Calderón de la Barca fue designado director de escena. Ocupó el cargo hasta 1949, año en que falleció. En su designación pudo haber influido su conocimiento con Zavala Muniz, cuando dirigió la frustrada Comedia Nacional del SODRE de 1942. Había iniciado su carrera como apuntador. Después se casó con la actriz Carmen Casnell. Era conocido en el medio teatral uruguayo de los años treinta ya como director de la Compañía Casnell-Arrieta. Zavala Muniz y la primera comisión buscaron directores de prestigio en Buenos Aires que no aceptaron por la carencia de grandes figuras en el elenco. Calderón dirigió casi la totalidad de las obras de autores uruguayos que ofreció la Comedia Nacional en sus primeros años.
Entre los grandes nombres que actuaron en la Comedia Nacional vale destacar la década de China Zorrilla (1948-1959), Walter Vidarte, Estela Medina, Nelly Weissel, Enrique Guarnero, Maruja Santullo, Taco Larreta y otras figuras fundamentales del teatro uruguayo.